# ذنيان صيني
قدم الأسد الصيني أو ذُنيان صيني (الاسم العلمي: Leontopodium sinense)، نوع من النباتات المُزهرة من فصيلة النجمية. موطنه الصين.